# Meriwether Lewis at Harpers Ferry
Meriwether Lewis at Harpers Ferry est un petit musée américain à Harpers Ferry, dans le comté de Jefferson, en Virginie-Occidentale. Situé dans l'ancienne Roeder Store, un bâtiment de Potomac Street protégé au sein de l'Harpers Ferry National Historical Park, il est géré par le National Park Service. Il couvre le rôle de la localité dans l'organisation de l'expédition Lewis et Clark par Meriwether Lewis.